# Noche de juegos (película)
Noche de juegos (título en inglés: Game Night) es una película estadounidense de humor negro de 2018 dirigida por John Francis Daley y Jonathan Goldstein y escrita por Mark Perez. Es protagonizada por Jason Bateman y Rachel McAdams, y sigue a un grupo de amigos, cuya noche de juegos se convierte en un verdadero misterio luego de que uno de ellos es aparentemente secuestrado por ladrones. El reparto también incluye a Billy Magnussen, Sharon Horgan, Lamorne Morris, Kylie Bunbury, Jesse Plemons, Michael C. Hall y Kyle Chandler. Warner Bros. Pictures estrenó la película el 23 de febrero de 2018.

## Sinopsis
Un grupo de amigos que se reúne de forma periódica para pasar una noche de juegos se encuentran una noche tratando de resolver el misterio de un secuestro.

## Reparto
- Jason Bateman como Max Davis, el esposo de Annie.
- Rachel McAdams como Annie Davis, la esposa de Max.
- Kyle Chandler como Brooks Davis, el hermano de Max.
- Billy Magnussen como Ryan, un amigo de Annie y Max.
- Sharon Horgan como Sarah, el interés amoroso de Ryan.
- Lamorne Morris como Kevin, el esposo de Michelle.
- Kylie Bunbury como Michelle, la esposa de Kevin.
- Jesse Plemons como Gary Kingsbury, el vecino de Max y Annie.
- Michael C. Hall como El Búlgaro
- Danny Huston como Donald Anderton
- Chelsea Peretti como Glenda
- Camille Chen como Dr. Chin
- Zerrick Williams como Val
- Joshua Mikel como Colin
- Michael Cyril Creighton como Bill

Adicionalmente, los directores John Francis Daley y Jonathan Goldstein hacen cameos como Carter y Dan, respectivamente. Malcolm Hughes aparece como Kenny (acreditado como "Not Denzel"), mientras que Jessica Lee aparece como Debbie, el exesposa de Gary. Jeffrey Wright hace un cameo no acreditado como un actor interpretando a un agente del FBI.

## Producción
El 24 de mayo de 2016, New Line Cinema contrató a Jonathan Goldstein y John Francis Daley para reescribir y dirigir la película Game Night, que Jason Bateman produjo con Aggregate Films. En enero de 2017, Rachel McAdams, Bateman, y Jesse Plemons fueron elegidos como protagonistas. En febrero de 2017, Kylie Bunbury se unió al reparto, y en marzo, Lamorne Morris, Billy Magnussen, Kyle Chandler, y Sharon Horgan se añadieron. En abril de 2017, Jeffrey Wright se unió como un agente del FBI, rol por el que finalmente no recibió crédito.

### Filmación
El rodaje comenzó a inicios de abril de 2017 en Atlanta, Georgia.

## Estreno
Warner Bros. Pictures originalmente planeaba estrenar la película el 14 de febrero de 2018. La fecha fue cambiada al 2 de marzo de 2018, para luego ser adelantada al 23 de febrero de 2018.